# Bombe Bakundu
Pour les articles homonymes, voir Bakundu.
Bombe Bakundu est un village du Cameroun situé dans le département de la Meme et la Région du Sud-Ouest. Il fait partie de la commune de Mbonge.

## Population
En 1953 on y a dénombré 372 personnes, puis 385 en 1967, principalement des Bakundu du groupe Oroko, d'où son nom.
Lors du recensement national de 2005, la localité comptait 2 278 habitants.